# Stenus
Het geslacht Stenus behoort tot de familie van de kortschildkevers (Staphylinidae) en vertegenwoordigt met ongeveer 3.000 soorten wereldwijd het meest soortenrijke geslacht in het hele dierenrijk. In Europa komen 309 soorten en ondersoorten voor, waarvan 120 in Midden-Europa. De meeste soorten van het geslacht werden beschreven door de Duitse entomoloog Volker Puthz. De verwerking van het geslacht is nog niet voltooid en elk jaar worden er nieuwe soorten beschreven. Genetische en morfologische studies hebben aangetoond dat het geslacht Dianous, waarvan eerder werd aangenomen dat het nauw verwant was aan Stenus, twee afzonderlijke groepen vertegenwoordigt binnen het geslacht Stenus.

## Kenmerken
De kevers bereiken een lichaamslengte van 1,7 tot 7,5 millimeter en hebben een typische staphylinide gewoonte. Hun samengestelde ogen zijn erg groot, prominent en beslaan de hele zijkanten van het hoofd. Het langwerpige, donkergekleurde lichaam is vaak sterk en dicht gestructureerd in puntvorm. De antennes zijn vrij tussen de samengestelde ogen op het voorhoofd. Het hoofd, inclusief de ogen, is meestal breder dan het halsschild. Deze loopt aan de achterkant taps toe als een nek. De tarsi zijn vijfledig. Het anale segment mist de twee lange borstelharen, er zijn hooguit korte cilia ontwikkeld. De afzonderlijke soorten lijken erg op elkaar en zijn moeilijk van elkaar te onderscheiden. Een eenduidige identificatie van de soort van de kever is vaak alleen mogelijk door de mannelijke genitaliën te ontleden.

## Levenswijze
De levenswijze van de dieren vertoont een grote variatie. Er zijn soorten die aan de waterkant of in moerassige habitats leven, andere zijn te vinden in de strooisellaag in bossen, in genist, aan de rand van sneeuwvelden, in heidevelden of zelfs in mierennesten. De dieren zijn roofzuchtig en voeden zich met collembolans en andere kleine insecten. Om de prooi te grijpen, kan het labium, dat voorzien is van kleefpads, zeer snel naar voren op de prooi worden geworpen en er vervolgens weer mee naar binnen worden getrokken.

## Verspreiding
De verspreiding van het geslacht Stenus strekt zich uit over alle continenten, met uitzondering van Antarctica en Nieuw-Zeeland.

## Chemische ecologie
Chemische afweer
Om de blootliggende buik, die niet door elytra wordt bedekt, te beschermen tegen aanvallen van roofdieren en kolonisatie door micro-organismen, beschikken de vertegenwoordigers van het geslacht Stenus over krachtige chemische afweerstoffen. Deze worden geproduceerd in gepaarde pygidiale klieren op het puntje van de buik, opgepakt met de achterpoten en verdeeld over het lichaamsoppervlak door intensieve verzorging. Hierdoor wordt het hele dier geïmpregneerd met de afweerstoffen. Als de kever wordt aangevallen, kan hij ook een deel van de afweerklieren aan het uiteinde van de buik uitsteken en, door de buik te buigen, de afweerafscheidingen rechtstreeks op de aanvaller aanbrengen.
Verspreid zwemmen
Naast het defensieve effect kan de secretie van de pygidiale klier ook worden gebruikt voor voortbeweging op het wateroppervlak. Wanneer de kever op het wateroppervlak staat, laat hij tijdens het zogenaamde spreidend zwemmen een klein druppeltje van zijn kliersecretie los. Dit wordt met zeer hoge snelheid over het wateroppervlak verdeeld en vormt daar een dunne film van afscheiding, aan de rand waarvan de kever een stukje meevoert. Als de afscheiding continu is, kan het dier met een snelheid van maximaal 75 cm per seconde over het wateroppervlak glijden zonder zijn poten te bewegen. De bewegingsrichting kan actief worden gecontroleerd door de buik te buigen.
Tot nu toe is het fenomeen van het verspreiden van zwemmen alleen waargenomen bij Stenus en enkele leden van het insectengeslacht Velia. Deze laatste gebruiken echter geen pygidiale klierafscheiding, maar speekselkliersubstanties voor voortbeweging op het wateroppervlak.

## Soorten (selectie)
- Stenus adelops Casey, 1884
- Stenus adspector Maklin, 1852
- Stenus advena (Casey, 1884)
- Stenus agnatus (Casey, 1884)
- Stenus alacer Casey, 1884
- Stenus alpicey, ola Fauvel, 1872
- Stenus alveolatus Casey, 1884
- Stenus amabilis (Casey, 1884)
- Stenus amicus Casey, 1884
- Stenus amplifacatus Benick, 1921
- Stenus angustus Casey, 1884
- Stenus animatus Casey, 1884
- Stenus annularis Erichson, 1840
- Stenus arculus Casey, 1840
- Stenus argus Gravenhorst, 1806
- Stenus arizonae Casey, 1884
- Stenus artus Casey, 1884
- Stenus austini Casey, 1884
- Stenus bakeri Bernhauer, 1910
- Stenus biguttatus (Linnaeus, 1758)
- Stenus bilentigatus Cas1884
- Stenus bimaculatis Gyllenhal, 1810
- Stenus bipunctatus Erichson, 1839
- Stenus biwenxuani Tang & Li, 2013
- Stenus caenicolus Notman, 1919
- Stenus californicus Casey, 1884
- Stenus callosus Erichson, 1840
- Stenus canadensis (Casey, 1884)
- Stenus canaliculatus Gyllenhal, 1827
- Stenus capucinus Boheman, 1858
- Stenus cariniceps Maklin, 1852
- Stenus carinicollis Casey, 1884
- Stenus carolinae Casey, 1884
- Stenus carolinus Bernhauer, 1917
- Stenus chalybeus Boheman, 1858
- Stenus chapini Blackwelder, 1943
- Stenus colon Say, 1834
- Stenus colonus Erichson, 1840
- Stenus comma LeConte 1863
- Stenus convictor Casey, 1884
- Stenus corvus Casey, 1884
- Stenus costalis Casey, 1884
- Stenus croceatus (Casey, 1884)
- Stenus cubanus Blackwelder, 1943
- Stenus cubensis Bernhauer, 1910
- Stenus curtus Casey, 1884
- Stenus delawarensis Casey, 1884
- Stenus dispar Casey, 1884
- Stenus dissentiens Casey, 1884
- Stenus dives Casey, 1884
- Stenus dolosus Casey, 1884
- Stenus dyeri Blackwelder, 1943
- Stenus edax Notman, 1920
- Stenus ellipticus Casey, 1884
- Stenus eriensis Casey, 1884
- Stenus erythropus Melsheimer, 1844
- Stenus exasperatus Benick, 1925
- Stenus exploratus Fall, 1926
- Stenus falli Scheerpeltz, 1933
- Stenus femoratus Say, 1834
- Stenus flavicornis Erichson, 1840
- Stenus floridanus Casey, 1884
- Stenus fraternus (Casey, 1884)
- Stenus frigidus Falls, 1926
- Stenus fulvoguttatus Notman, 1920
- Stenus gemmeus Casey, 1884
- Stenus gibbicollis Sahlberg, 1880
- Stenus gilae Casey, 1884
- Stenus gratiosus Casey, 1884
- Stenus gravidus Casey, 1884
- Stenus haitiensis Blackwelder, 1943
- Stenus hirsutus Casey, 1884
- Stenus hispaniolus Blackwelder, 1943
- Stenus hubbardi Casey, 1884
- Stenus immarginatus Mäklin, 1853
- Stenus incertus Casey, 1884
- Stenus incultus Casey, 1884
- Stenus indigens Casey, 1884
- Stenus ingratus Casey, 1884
- Stenus inornatus Casey, 1884
- Stenus insignis Casey, 1884
- Stenus integer Casey, 1884
- Stenus intrusus Casey, 1884
- Stenus juno (Paykull, 1789)
- Stenus juvencus Casey, 1884
- Stenus laetulus (Casey, 1884)
- Stenus leviceps Casey, 1884
- Stenus limatulus Benick, 1928
- Stenus liupanshanus Tang & Li, 2013
- Stenus luctuosus Casey, 1884
- Stenus luculentus Casey, 1884
- Stenus lugens Casey, 1884
- Stenus lutzi Notman, 1920
- Stenus maritimus Motschulsky, 1845
- Stenus megalops (Casey, 1884)
- Stenus mendax Casey, 1884
- Stenus meridionalis (Casey, 1884)
- Stenus militaris Casey, 1884
- Stenus minor Casey, 1884
- Stenus montanus Casey, 1884
- Stenus monticola Casey, 1884
- Stenus morio Gravenhorst, 1806
- Stenus mundulus Casey, 1884
- Stenus murphyanus Bernhauer, 1917
- Stenus nanus Stephens, 1833
- Stenus neglectus Casey, 1884
- Stenus nimbosus Casey, 1884
- Stenus nitescens (Casey, 1884)
- Stenus noctivagus Casey, 1884
- Stenus obstrusus Casey, 1884
- Stenus occidentalis Casey, 1884
- Stenus odius Blackwelder, 1943
- Stenus pacificus Casey, 1884
- Stenus papagonis (Casey, 1884)
- Stenus parallelus Casey, 1884
- Stenus pauper Casey, 1884
- Stenus pauperculus Casey, 1884
- Stenus perexilis Notman, 1920
- Stenus personatus Benick, 1928
- Stenus pertinax (Casey, 1884)
- Stenus pettiti Casey, 1884
- Stenus pinguis (Casey, 1884)
- Stenus placidus Casey, 1884
- Stenus plicipennis (Casey, 1884)
- Stenus pluto Casey, 1884
- Stenus pollens (Casey, 1884)
- Stenus pterobrachys Gemminger & Harold, 1868
- Stenus pudicus Casey, 1884
- Stenus pugetensis Casey, 1884
- Stenus pumilio Erichson, 1839
- Stenus punctatus Erichson, 1840
- Stenus punctiger Casey, 1884
- Stenus ranops Casey, 1884
- Stenus renifer LeConte, 1863
- Stenus retrusus (Casey, 1884)
- Stenus rugifer Casey, 1884
- Stenus sayi (Casey, 1884)
- Stenus scabiosus Casey, 1884
- Stenus schwarzi Casey, 1884
- Stenus sculptilis Casey, 1884
- Stenus sectator Casey, 1884
- Stenus sectilifer Casey, 1884
- Stenus semicolon LeConte, 1863
- Stenus shoshonis Casey, 1884
- Stenus similiatus Blatchley, 1910
- Stenus simplex Casey, 1884
- Stenus solutus Erichson 1840
- Stenus sphaerops Casey, 1884
- Stenus strangulatus Casey, 1884
- Stenus stygicus Say, 1834
- Stenus subtilis Casey, 1884
- Stenus tacomae Casey, 1884
- Stenus tahoensis Casey,1884
- Stenus tarsalis Ljungh, 1804
- Stenus tenuis Casey, 1884
- Stenus terricola Casey, 1884
- Stenus teter Notman, 1920
- Stenus texanus Casey, 1884
- Stenus torus Benick, 1925
- Stenus trajectus (Casey, 1884)
- Stenus tristis Casey, 1884
- Stenus tuberculatus Casey, 1884
- Stenus utenis Casey, 1884
- Stenus vacuus Casey, 1884
- Stenus venustus Casey, 1884
- Stenus verticosus Casey, 1884
- Stenus vespertinus Casey, 1884
- Stenus vestalis Casey, 1884
- Stenus vexatus Casey, 1884
- Stenus vicinus Casey, 1884
- Stenus villosus Casey, 1884
- Stenus vinnulus Casey, 1884
- Stenus vista Sanderson, 1946
- Stenus zunicus Casey, 1884